# Puer Aeternus
Puer Aeternus е латински израз за вечно момче използван в митологията, за да обозначи дете-бог, което е вечно младо; психологически се свързва с възрастен мъж, чийто емоционален живот си остава на младежко ниво, обикновено съчетан с прекалено голяма зависимост от майката. Puer-ът принципно води условен живот поради страх да бъде хванат в ситуация, от която може да не успее да избяга. Той желае независимост и свобода, дразни се от всички връзки и граници и приема всякакви ограничения за нетолерантни.

## Puerв аналитичната психология
Швейцарският психиатър Карл Густав Юнг е развил собствена школа, наречена аналитична психология, разграничавайки я от психоанализата на Зигмунд Фройд. В аналитичната психология (често наричана Юнгианска психология) puer aeternus е пример за това, което Юнг нарича архетип, един от „най-старите, структурни елементи на човешкото психе“.
Сянката на puer е Senex (от латински за „стар човек“), асоцииран с бог Аполон – контролиран, отговорен, рационален, подреден. Обратно, сянката на senex е puer-ът, свързван с Дионис – необуздани инстинкти, безпорядък, интоксикация, капризи.
Като всички архетипи puer е двуполюсен, притежаващ и „позитивни“ и „негативни“ страни. „Позитивната“ страна на puer-а се появява като Чувстващото дете, което символизира новостта, потенциала за растеж, надеждата за бъдещето. Също загатва за героя, в който последствие понякога се превръща (например Херакъл). „Негативната“ страна е мъжът дете, който отказва да порасне и да посрещне предизвикателствата на живота лице в лице: „През цялото време този тип човек се занимава с едно-друго, но без значение дали става дума за връзка с жена или за работа, това не е, което той в действителност желае и постоянно фантазира, че в някога в бъдеще ще му се случи истинското нещо... Това, от което този тип мъж се страхува през цялото време, е да не се окаже обвързан с каквото и да е.“
„Общите симптоми на психологията на puer са сънища за хвърляне в затвора и подобни образи: вериги, решетки, клетки, хващане в капан, робство. Самият живот... се преживява като затвор.“
Когато субектът е жена, латинският термин е puella aeterna, изобразена като Персефона (на гръцки „девойка“). Може също да се говори за puer анимус, когато се описва мъжката страна на женското психе или puella анима, когато се говори за вътрешния женски компонент на мъжа.